# Anwärter
Anwärter es un título alemán que se traduce como "aspirante". En la actual Alemania, el título de anwärter suele utilizarse por los solicitantes de empleo y también como una designación de los miembros de la Bundeswehr.
Durante el Tercer Reich, este título era el más bajo del partido y designaba un rango de tipo militar por el NSDAP y las SS. La persona que recibía esta calificación, había sido aceptada en una posición de la administración pública.    
Fue emitido en dos grados: uno para los miembros del partido y otro para los que no pertenecían a él.

## Dentro de las organizaciones nacionalsocialistas

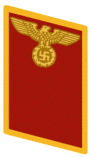
Parche utilizado por los Anwärter (miembros del partido)

Como rango de las SS, un anwärter era alguien que había solicitado ser miembro de las mismas y era sometido a un período de prueba, posteriormente se le otorgaba el rango de SS-Mann. Entre 1942 y 1945, las SS fueron la única organización dentro de la cual existió un rango aún menor conocido como bewerber (candidato).
En la Allgemeine-SS, el ascender de rango era un proceso extenso, por lo general tomaba más de un año. Durante ese tiempo, un potencial miembro de las SS era instruido sobre los controles raciales, políticos y se le realizaba una verificación de sus antecedentes. Al final se llevaba a cabo una elaborada ceremonia en donde se promovía a los anwärter.
Después de 1941, este rango fue utilizado por las Waffen-SS, pero en un grado mucho menor que en las SS. La persona que lo recibía era generalmente un recluta que había sido entrenado en las SS, pero que todavía no tenía una muy buena preparación. Una vez que el entrenamiento comenzaba, era ascendido al rango de SS-schütze.
El grado de anwärter no poseía ninguna insignia, exceptuando aquellos grados con el mismo nombre que pertenecían al partido nacionalsocialista, que llevaban una especie de parche con un pin con la forma del águila del partido.